# Les Amants crucifiés
Pour plus de détails, voir Fiche technique et Distribution.
Les Amants crucifiés (近松物語, Chikamatsu monogatari) est un  film japonais de Kenji Mizoguchi sorti en 1954, en sélection officielle en compétition au Festival de Cannes 1955.

## Synopsis
L'action se déroule au Japon en 1684. Ishun est Grand Imprimeur à Kyoto, capitale impériale du Japon, et créancier de nombreux courtisans. Ishun est marié à O-San, de trente ans plus jeune que lui, que son frère Dôki Gifuya puis sa mère pressent d'éponger les dettes familiales. Mohei, qui est le meilleur employé d'Ishun et tient ses comptes, se propose de tirer sa maîtresse d'embarras. Un autre employé, Sukeimon, surprend Mohei et menace de le dénoncer s'il ne le fait pas profiter de sa prétendue filouterie. Plutôt que de commettre ce vol, Mohei se dénonce à Ishun. O-San est sur le point de se dénoncer à son tour, lorsqu'O-Tama, une jeune servante sur laquelle Ishun exerce un droit de cuissage, s'accuse pour protéger Mohei. Ishun fait enfermer Mohei. O-Tama révèle à O-San les infidélités d'Ishun. Pour le confondre, O-San échange sa chambre avec O-Tama. Sukeimon se rend compte que Mohei s'est échappé et le trouve dans la chambre d'O-Tama en compagnie d'O-San à qui il faisait ses adieux. Mohei s'enfuit mais O-San se retrouve considérée comme adultère. Lorsqu'Ishun lui enjoint de se suicider, elle s'enfuit à son tour et rejoint Mohei.
Soucieux d'étouffer le scandale, Ishun essaie de faire retrouver sa femme et punir Mohei, le tout discrètement, mais son concurrent Isan veut tirer parti du déshonneur qui s'abattrait sur lui si sa femme était publiquement arrêtée en fuite avec un homme.
O-San et Mohei sont sur le point de se noyer dans le lac Biwa pour échapper à leurs poursuivants quand Mohei déclare son amour à sa patronne. Dès lors, celle-ci ne veut plus mourir mais vivre auprès de lui. Sur dénonciation du père de Mohei, ils sont finalement rattrapés par les émissaires d'Ishun qui ramènent O-San chez sa mère et son frère. Mohei parvient à la rejoindre. Les deux amants refusent de se séparer. Le frère d'O-San les fait arrêter. Pour ne pas avoir dénoncé sa femme, Ishun est dépossédé de ses biens et perd sa charge au profit d'Isan. O-San et Mohei sont crucifiés pour adultère.

## Thèmes
Dans Les Amants crucifiés, Mizoguchi dénonce la corruption et l'hypocrisie du Japon féodal, société fondée prétendument sur les valeurs chevaleresques de l'honneur mais, en réalité, sur le pouvoir de l'argent, et où la cupidité et le conformisme social (la peur d'être « déshonoré ») écrasent tragiquement l'amour et l'honnêteté. Il prend la défense des innocentes victimes de cette société pervertie, et d'abord des femmes.
Les détenteurs du pouvoir légal (les fonctionnaires) sont asservis à ceux du pouvoir économique (le bourgeois Ishun) par leurs dettes, mais en retour ils exercent sur eux le pouvoir des symboles : celui d'anoblir ou de dégrader. Qu'ils s'entendent entre eux, lorsqu'Ishun achète les courtisans en leur prêtant de l'argent, ou qu'ils se fassent concurrence, lorsqu'Isan fait tomber Ishun, c'est toujours aux dépens des cœurs purs. Mohei n'est coupable que de son honnêteté. Lorsqu'il produit un faux, c'est uniquement pour donner de l'argent appartenant à son patron à la femme de celui-ci. Il n'y a donc pas vol, et il rend même service à ses maîtres puisque la ruine de la famille d'O-San retomberait sans doute aussi sur l'image publique d'Ishun. Les ennuis de Mohei commencent précisément lorsqu'il refuse de commettre un véritable vol.
Le richissime Ishun, quant à lui, est d'une avarice totale puisque la somme qu'il refuse à O-San pour sauver sa famille de la ruine est dérisoire : un demi kan d'or, alors qu'on le voit payer huit kans, et sans marchander, un travail de calligraphie. D'ailleurs, son refus d'aider sa belle-famille est d'autant plus condamnable qu'il n'aurait jamais pu épouser une femme belle et bien plus jeune que lui si, justement, sa famille n'avait été désargentée. En apprenant les infidélités de son époux, O-San fustige son hypocrisie : peu avant, il exprimait sa condamnation au passage du cortège de deux condamnés à mort pour adultère.
La famille n'est pas épargnée : comme ceux d'O'Haru, les parents d'O-San apparaissent comme des proxénètes puisqu'ils donnent leur fille en mariage par vénalité, sans se soucier de son bonheur. Quant au père de Mohei, il refuse l'hospitalité aux deux fugitifs et les livre à leurs persécuteurs. Il finit par permettre à son fils de s'enfuir, mais en le conjurant de ne pas le déshonorer. Comme il se doit, à la fin du film, le frère d'O-San est réconcilié avec Ishun avec lequel il devise gaiement, alors que c'est originellement à cause de leur différend qu'O-San s'est perdue.
C'est que les lois fonctionnent différemment pour les uns et les autres. Pour les cœurs purs, comme dans une tragédie, tout est irréversible. Pour les profiteurs et les hypocrites, comme dans une comédie, toutes les situations sont réversibles. Une fois que la machine infernale s'est refermée sur les victimes innocentes, les ennemis d'hier peuvent se réconcilier à leurs dépens. Le genre tragique et le genre comique s'imbriquent dans la logique sacrificielle à l'œuvre dans le film.
Mais cette critique sociale acerbe se double d'un romantisme éperdu et presque mystique. Lorsqu'O-San apprend de Mohei qu'il l'aime en secret depuis toujours, il n'est plus question pour elle de se suicider, c’est-à-dire d'accepter les lois des autres, encore moins de s'y sacrifier. Elle cesse même de se considérer comme une victime, puisqu'il ne s'agit plus que de vivre, et que ce ne serait pas vivre que vivre en victime. Aux yeux des autres, O-San et Mohei sont dévorés d'une folle passion, leurs actes sont déraisonnables. La folie serait pour eux d'obéir aux lois de la société, la seule conduite raisonnable est d'obéir à celle de leur cœur. En fait, délivrés par l'amour des entraves sociales et aussi de la logique sacrificielle, ils seraient désormais bien incapables, quand bien même ils le voudraient, de vivre autrement qu'en harmonie avec leur être le plus profond. Ils rayonnent encore de joie quand ils sont conduits au supplice car, dès lors, il n'y a plus pour eux de sacrifice : à l'intérieur d'eux, il n'y a que l'amour, et, à l'extérieur d'eux, il n'y a que des circonstances inessentielles.

## Fiche technique
- Titre : Les Amants crucifiés
- Titre original : 近松物語 (Chikamatsu monogatari?)
- Réalisation : Kenji Mizoguchi
- Scénario : Matsutarō Kawaguchi et Yoshikata Yoda d'après la pièce de Monzaemon Chikamatsu
- Directeur de la photographie : Kazuo Miyagawa
- Montage : Kanji Sugawara
- Décors : Hiroshi Mizutani
- Musique : Fumio Hayasaka et Tamezō Mochizuki
- Producteur : Masaichi Nagata
- Société de distribution : Daiei
- Pays d'origine :  Japon
- Langue originale : japonais
- Genre : mélodrame
- Durée : 102 minutes[1] (métrage : 13 bobines - 2 787 m[1])
- Dates de sortie : 
  - Japon : 23 novembre 1954[1]
  - France : 15 mai 1957[2]

## Distribution
- Kazuo Hasegawa : Mohei
- Kyōko Kagawa : O-San
- Eitarō Shindō : Ishun
- Eitarō Ozawa : Sukeimon
- Yōko Minamida : O-Tama
- Haruo Tanaka : Dôki Gifuya
- Tatsuya Ishiguro : Isan
- Ichirō Sugai : Gembei

## Distinction
Le film est présenté en sélection officielle en compétition au festival de Cannes 1955.

## Commentaire
« Dû à l'un des meilleurs cinéastes japonais, auteur de plus de deux cents films, ce film est une remarquable illustration de l'art cinématographique poétique et psychologique incarnant l'âme nippone. L'auteur a puisé dans le trésor inestimable du théâtre kabuki du XVIIe siècle, mettant en images un "drame domestique", vivante évocation des problèmes et des mœurs du temps. Beauté plastique des images nimbées de poésie. Pudeur extrême des sentiments des protagonistes, à peine exprimés, mais combien poignants. Très beau spectacle pour cinéphiles. »